# Espejismo de objetos astronómicos

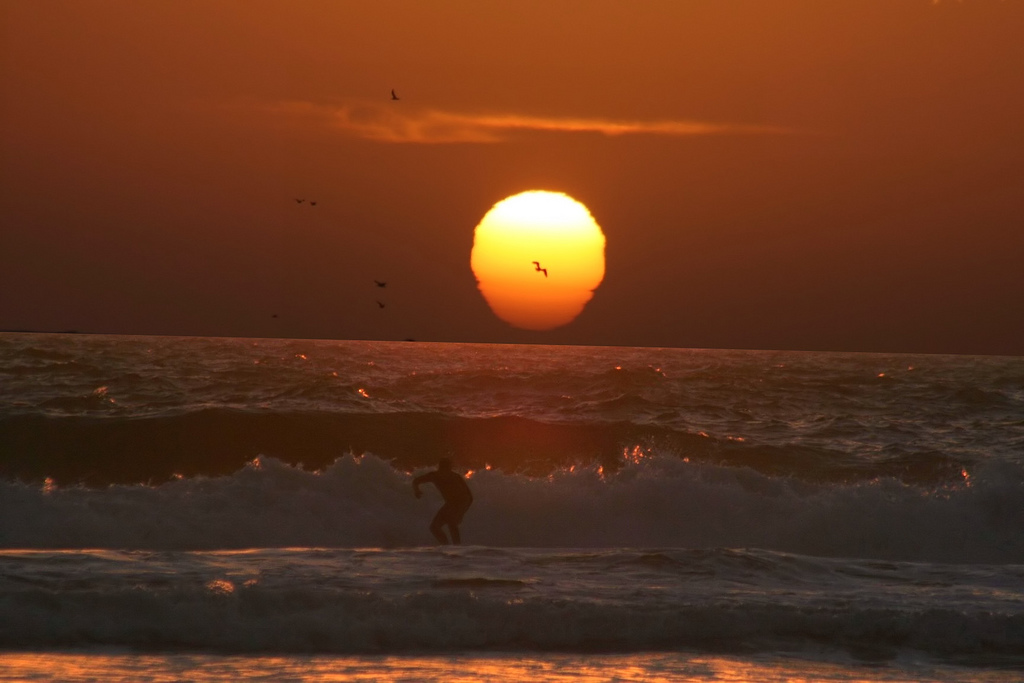
Un espejismo simulado del Sol poniente.

Un espejismo de un objeto astronómico es un fenómeno óptico atmosférico en el que los rayos de luz se curvan, creando imágenes distorsionadas o duplicadas de objetos astronómicos. Este efecto puede ocurrir en el Sol, la Luna, planetas, estrellas brillantes y cometas muy luminosos, siendo especialmente frecuente durante el amanecer y el atardecer.

## Espejismos versus refracción
Los espejismos se diferencian de otros efectos de refracción atmosférica principalmente porque solo producen imágenes verticales, sin distorsiones laterales, a diferencia de la refracción simple, que puede deformar las imágenes en múltiples direcciones.
La distorsión presente en ambas imágenes en esta sección fue causada por la refracción. Sin embargo, en la imagen de la izquierda, que representa un espejismo, la distorsión es únicamente vertical, mientras que en la imagen de la derecha las deformaciones ocurren en múltiples direcciones. Esto es especialmente evidente en el caso del espejismo de la mancha solar, donde se pueden distinguir al menos tres imágenes verticalmente alineadas.

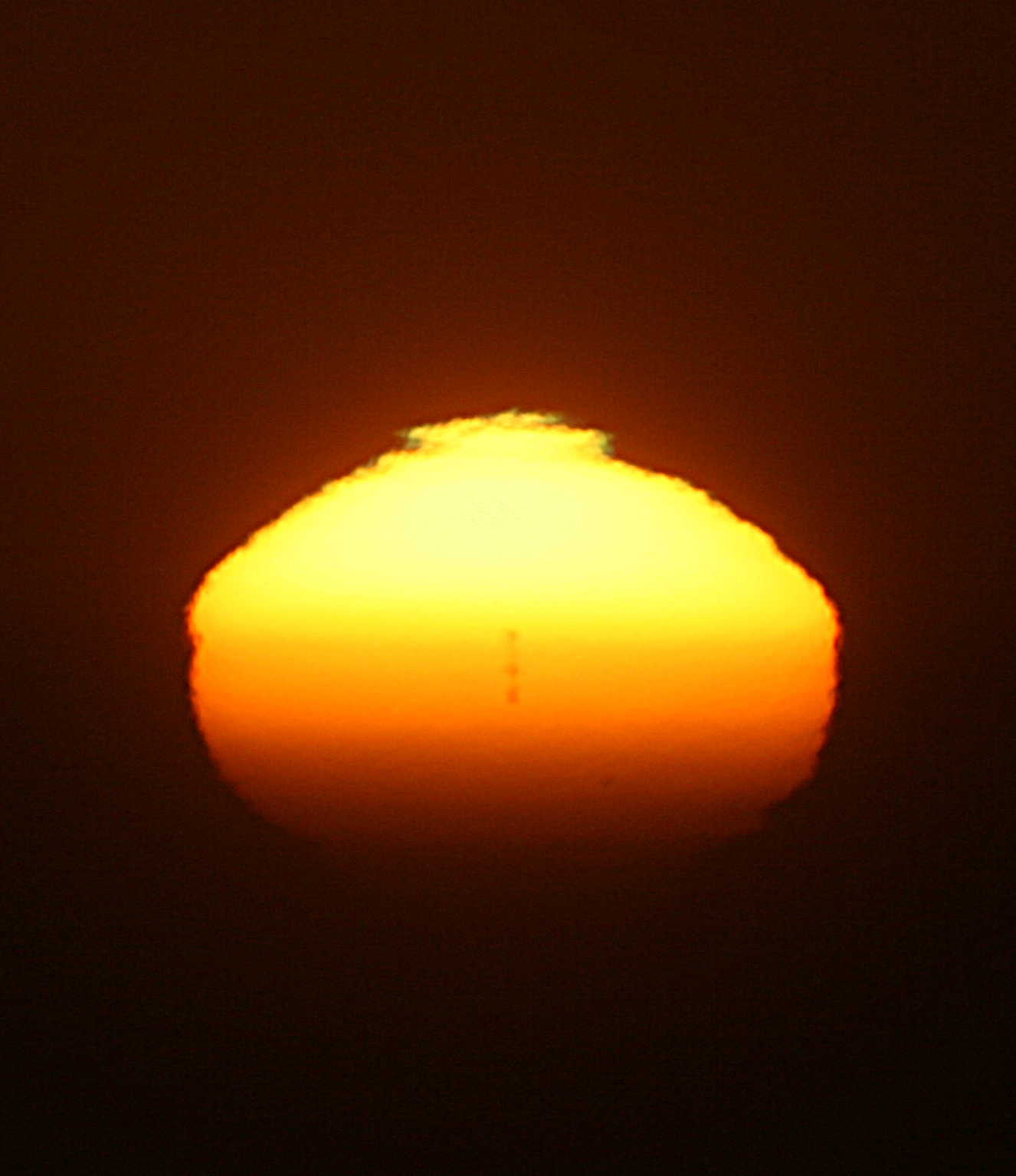
Espejismo superior (espejismo de 3 imágenes) de la mancha solar n.º 930

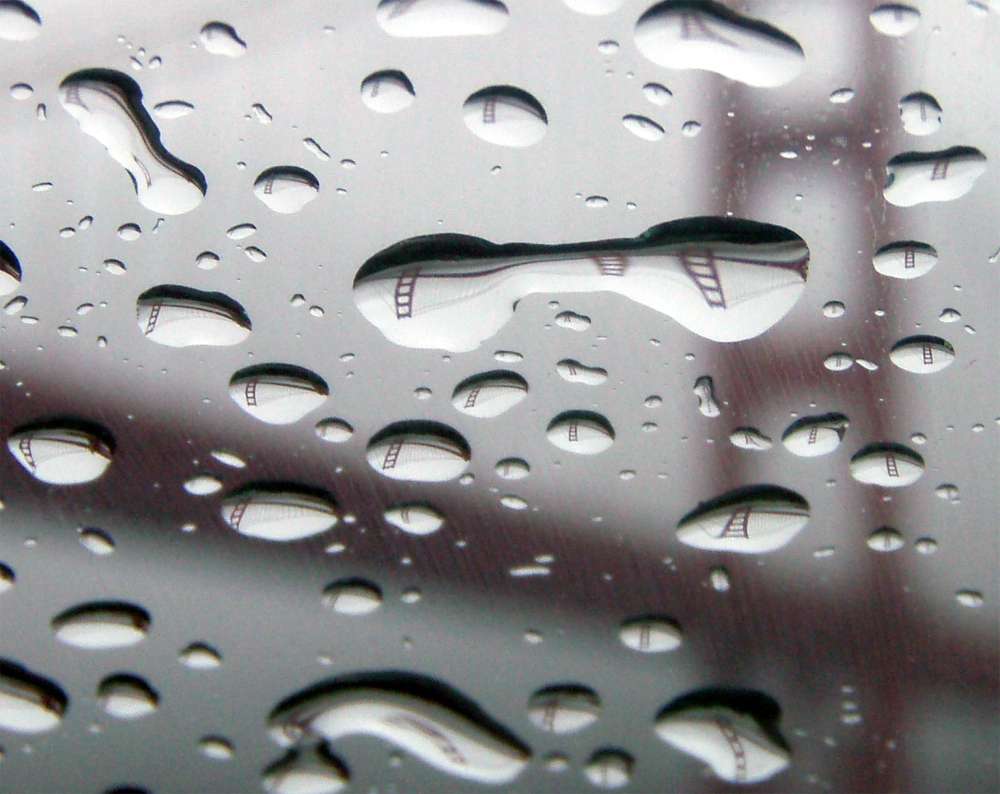
La imagen del puente Golden Gate se refracta y se dobla por las gotas de agua.

## Espejismo inferior de los objetos astronómicos

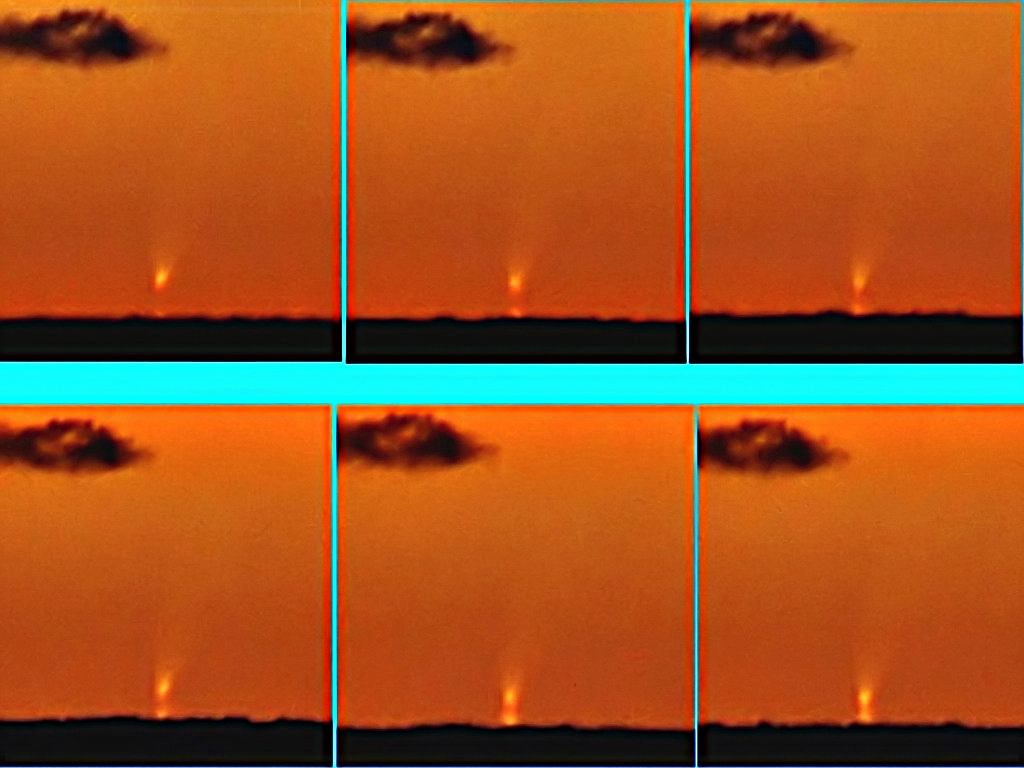
Espejismo inferior del cometa C/2006 P1 McNaught.

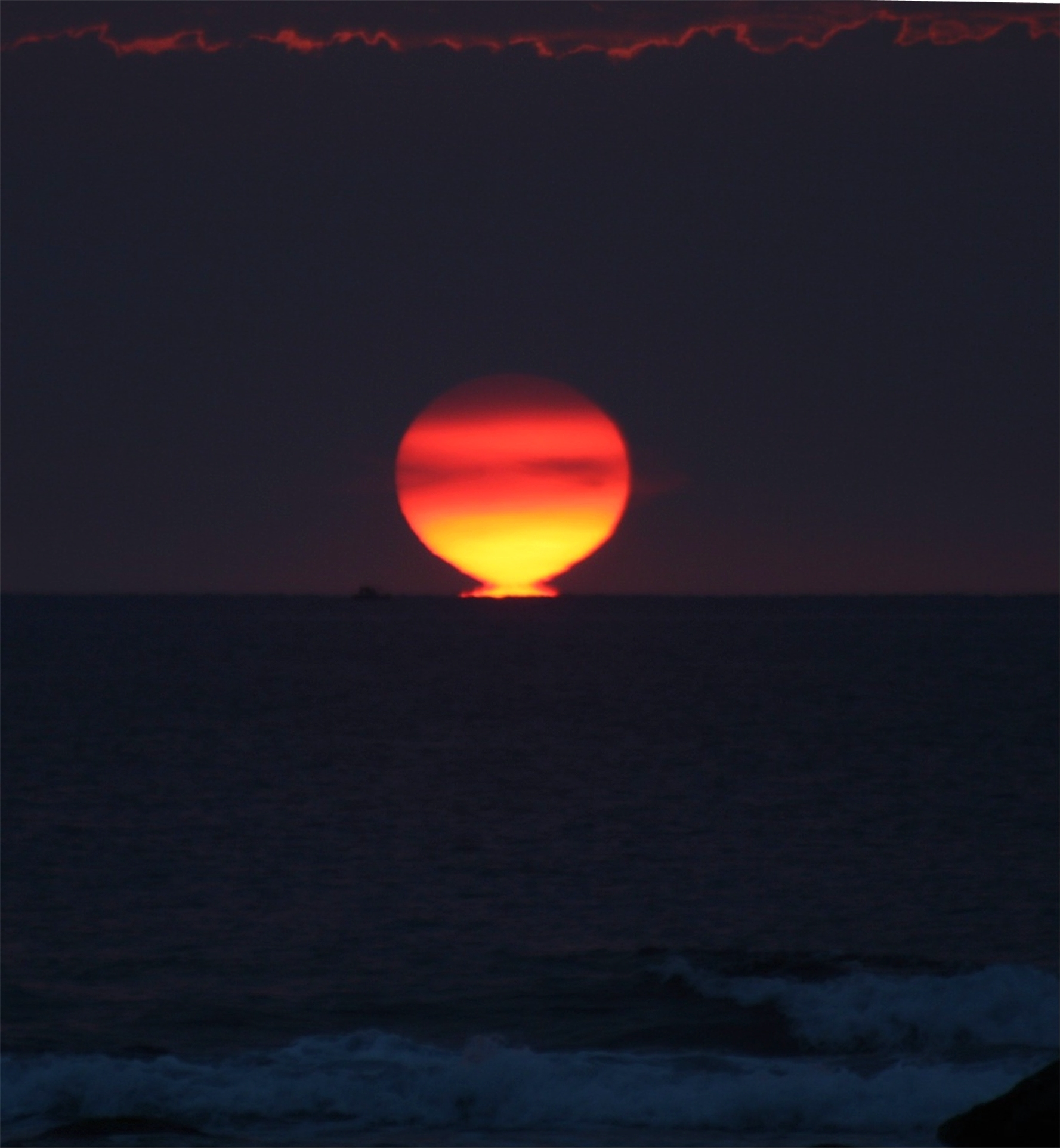
Fenómeno de jarrón etrusco de un espejismo inferior al atardecer en Hawái.

El tipo más frecuente de espejismo de objetos astronómicos es el espejismo inferior. Este fenómeno ocurre cuando una capa de aire caliente y menos densa se forma cerca de la superficie terrestre o del océano. En este caso, se ven dos imágenes del objeto: una derecha y otra invertida. Ambas se desvían de la posición geométrica del objeto real, con la imagen derecha descendiendo hacia el horizonte mientras la invertida parece surgir desde el suelo.
Las formas que adoptan los atardeceres y amaneceres con espejismo inferior son consistentes con las de otros fenómenos similares. Una de las más conocidas es la figura del "vaso etrusco", un término acuñado por Julio Verne.Conforme el sol se aproxima al horizonte, el tallo del vaso se acorta progresivamente hasta que las imágenes del sol real y su reflejo se fusionan, formando una estructura similar a la letra griega omega (Ω). El nombre "espejismo inferior" proviene del hecho de que la imagen invertida aparece por debajo de la imagen erecta.

Así lo describió Julio Verne en referencia a un atardecer con espejismo inferior:
Todas las miradas se volvieron hacia el oeste. El sol parecía ocultarse con mayor rapidez a medida que se acercaba al mar; proyectaba una larga estela de luz cegadora sobre la temblorosa superficie del agua; su disco pronto cambió de un tono de oro viejo a un rojo intenso y, a través de sus ojos entrecerrados, parecía brillar con todos los matices de un caleidoscopio. Líneas tenues y ondulantes surcaban la vibrante estela de luz proyectada sobre la superficie del agua, como una masa de gemas brillantes. Ni la más mínima señal de nube, neblina o niebla era visible en todo el horizonte, que estaba tan claramente definido como una línea negra trazada sobre papel blanco. Inmóviles y con intensa excitación, observaban el globo ardiente mientras se hundía cada vez más cerca del horizonte y, por un instante, quedó suspendido sobre el abismo. Luego, por la refracción de los rayos, su disco pareció cambiar hasta asemejarse a un jarrón etrusco, con los bordes abultados, sobre el agua.

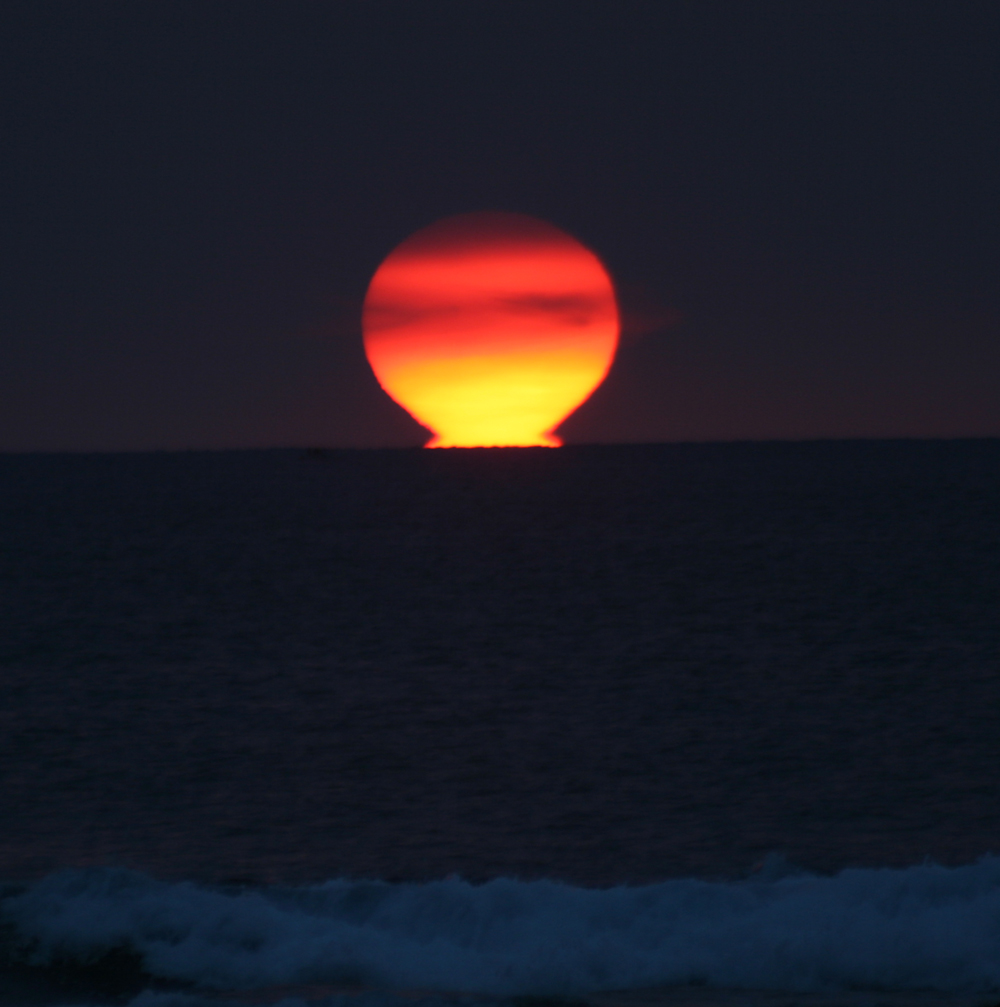
Fenónmeno Sol Omega del atardecer con espejismo inferior en Hawái

En ocasiones extremadamente raras, otros objetos astronómicos además del Sol y la Luna también pueden presentar espejismos, siempre que tengan una magnitud aparente lo suficientemente baja (es decir, sean lo suficientemente brillantes) para ser visibles tanto como objetos reales como como espejismos.

## Espejismo simulado de objetos astronómicos

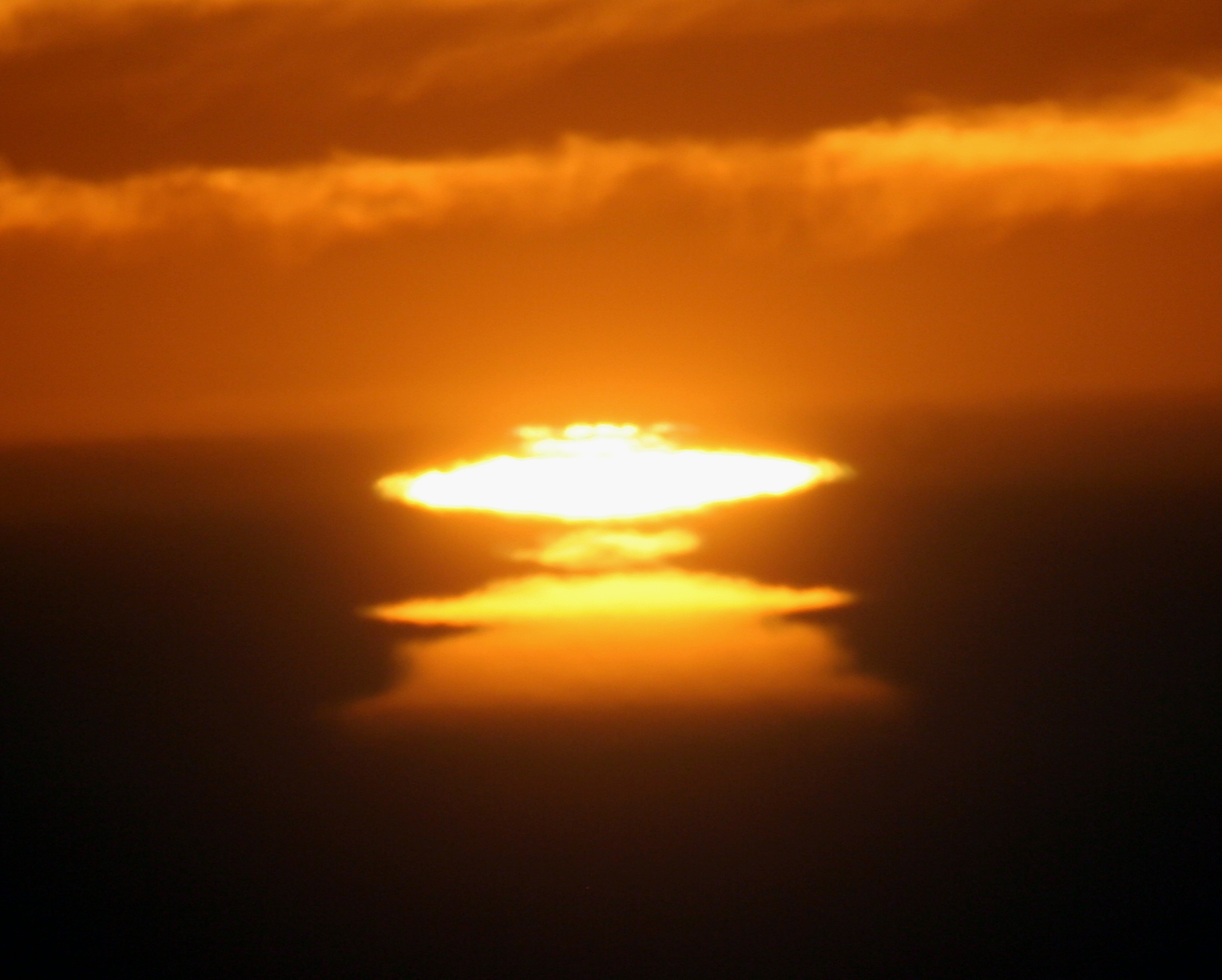
Forma de panqueque del Sol poniente en un espejismo simulado.

Un espejismo simulado de objetos astronómicos es considerablemente más complejo que un espejismo inferior. Mientras que este último genera solo dos imágenes, el espejismo simulado puede producir múltiples imágenes reflejadas. Las formas del objeto reflejado varían constantemente de manera impredecible. Para que se forme un espejismo simulado, es necesario que una capa de aire frío quede atrapada debajo de una inversión térmica, y cuando hay varias capas de inversión, se generan múltiples formas parecidas a panqueques.
Es posible que la anomalía solar narrada en el Libro de Josué sea un ejemplo de un espejismo simulado.En el relato, Josué emprendió un ataque sorpresa contra los amorreos durante una marcha nocturna, causando que estos huyeran aterrorizados hacia Bet-horón, aunque sin hallar refugio. Se menciona que “fueron más los que murieron por el granizo que los que los hijos de Israel mataron a espada”.El granizo es poco frecuente en los desiertos, pero crea condiciones favorables para la formación de un espejismo simulado o superior del sol poniente. El espejismo inferior es más habitual en zonas desérticas. Cuando los israelitas pasaron de un desierto cálido a uno cubierto de granizo para enfrentarse a los amorreos, las capas de inversión térmica pudieron haber generado un espejismo simulado del sol al atardecer. Así, para los israelitas, el sol habría parecido detenerse.Además, en el Libro de Jaser hay un poema que dice que el sol se detuvo en Gabaón y la luna en el valle de Ajalón, permitiendo a Josué terminar la batalla.

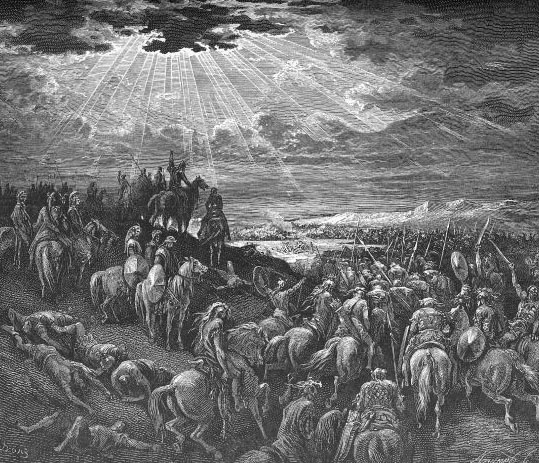
Josué ordena al Sol que se detenga en el cielo.

10.12 Entonces Josué habló al SEÑOR el día en que el SEÑOR entregó a los amorreos delante de los hijos de Israel, y dijo a la vista de Israel: «Sol, detente en Gabaón; y tú, Luna, en el valle de Ajalón».

10.13 Y el sol se detuvo, y la luna se paró, hasta que la nación se vengó de sus enemigos. ¿No está esto escrito en el libro de Jasar? Y el sol se paró en medio del cielo, y no se apresuró a ponerse casi un día entero.

## Efecto Nueva Zembla
Artículo principal: Efecto Nueva Zembla

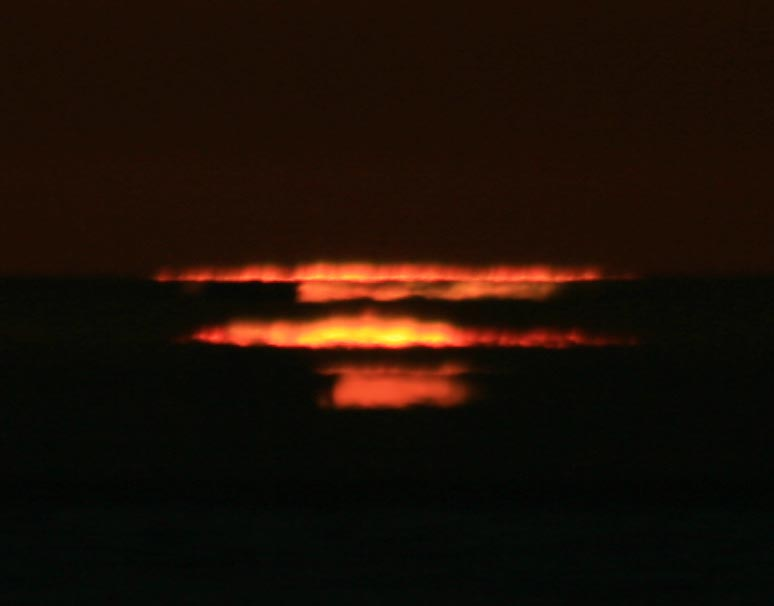
Este espejismo de puesta de sol fue fotografiado en San Francisco cuatro minutos después de la hora aparente de la puesta del sol. No puede considerarse el efecto Nueva Zembla, pero ofrece una buena representación visual de lo que Fridtjof Nansen pudo haber visto al observar el fenómeno.

Debido a una refracción atmosférica normal, el amanecer ocurre poco antes de que el Sol cruce el horizonte. La luz del Sol se desvía, o refracta, al entrar en la atmósfera terrestre. Este efecto provoca que el amanecer aparente se adelante al amanecer real. De igual manera, el atardecer aparente ocurre un poco más tarde que el atardecer real.
En condiciones atmosféricas normales, el Sol poniente o saliente parece estar aproximadamente medio grado por encima de su posición geométrica. Sin embargo, a veces, circunstancias atmosféricas muy inusuales pueden hacerlo visible cuando en realidad se encuentra entre dos y cinco grados por debajo del horizonte. Esto se denomina efecto Nueva Zembla, ya que se observó por primera vez en Nueva Zembla, donde el Sol se vio cuando, según cálculos astronómicos, debería estar dos grados por debajo del horizonte.
Sin embargo, debido a los cambios en la presión atmosférica, la humedad relativa y otras magnitudes, no se pueden predecir los efectos exactos de la refracción atmosférica en la hora del amanecer y el atardecer. Cabe destacar también que este posible error aumenta con latitudes más altas (más cercanas a los polos).
Nueva Zembla es una región polar de Rusia. El efecto Nueva Zembla es un espejismo causado por la alta refracción de la luz solar entre las termoclinas atmosféricas. El efecto Nueva Zembla dará la impresión de que el sol sale antes de lo debido o se pone más tarde de lo debido.
Fridtjof Nansen escribió:
El espejismo parecía al principio una franja roja y brillante de fuego aplanada en el horizonte; después aparecieron dos franjas, una sobre la otra, con un espacio oscuro entre ellas; y desde la cofa mayor pude ver cuatro, o incluso cinco, líneas horizontales directamente superpuestas, todas de igual longitud; como si solo fuera posible imaginar un sol cuadrado de un rojo apagado con franjas oscuras horizontales atravesándolo. Una observación astronómica que realizamos por la tarde mostró que el sol debía estar en realidad a 2° 22' por debajo del horizonte al mediodía; no podemos esperar ver su disco sobre el hielo antes del martes como muy pronto; depende de la refracción, que es muy fuerte con este aire frío.
Es posible observar el efecto Nueva Zembla en cualquier lugar donde las variaciones de temperatura sean lo suficientemente grandes como para producir una alta refracción.

## Destello verde
Artículo principal: Destello verde
El destello verde es un fenómeno óptico poco común que ocurre durante o poco después de la puesta y durante o antes de la salida de un objeto astronómico brillante. Se trata de un punto verde visible durante un breve periodo sobre un espejismo de un objeto astronómico o su punto de puesta/salida. Los destellos verdes se ven potenciados por las inversiones atmosféricas, que aumentan el gradiente de densidad en la atmósfera y, por lo tanto, la refracción. En otras palabras, para ver un destello verde, debe existir un espejismo.

Julio Verne describió un destello verde:
...será verde, pero de un verde maravilloso, un verde que ningún artista podría jamás lograr en su paleta, un verde que ni los variados matices de la vegetación ni las sombras del mar más límpido podrían jamás producir. Si hay verde en el Paraíso, no puede sino ser de este tono, que sin duda es el verdadero verde de la Esperanza.

El incomparable tono del jade líquido

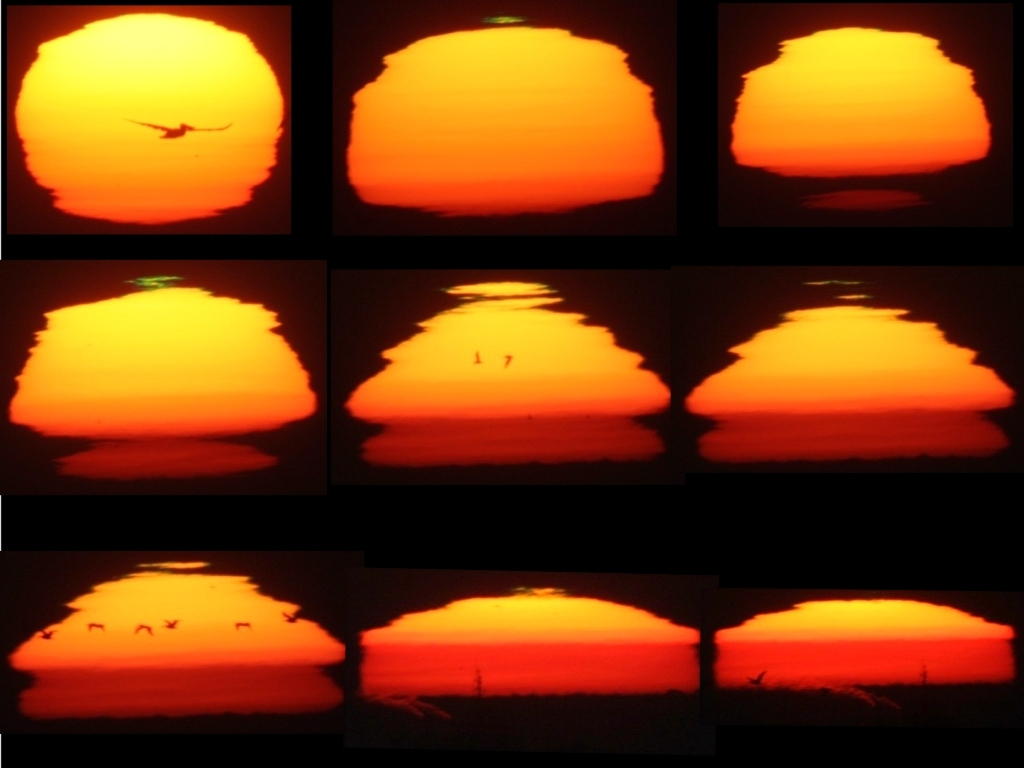
Secuencia de puesta de sol con dos destellos verdes en el segundo y cuarto fotograma.

Los destellos verdes pueden observarse desde cualquier lugar con un horizonte bajo. Los desiertos, océanos y plataformas de hielo son probablemente los mejores lugares para observar espejismos y, por lo tanto, destellos verdes. Es más fácil no perderse un destello verde al atardecer que al amanecer. Esto es especialmente cierto en el caso de un destello verde de espejismo inferior, cuando el momento ideal para capturarlo es el amanecer.
Pude ver el sol brillar en el horizonte lejano. Entonces, durante lo que pareció al menos un segundo, el destello verde inundó el desierto como un heliógrafo extraterrestre. Un instante después, el horizonte irrumpió con la instantánea magnificencia del sol, su repentino calor.
De la observación anterior se desprende claramente que el autor observó un destello verde de espejismo inferior, cuando la superficie mucho más cálida del desierto, con la ayuda del sol naciente, luchaba contra el aire fresco de la mañana, produciendo en el proceso un destello verde, uno de los grandes espectáculos de la naturaleza.
También se puede observar un destello verde cuando la Luna está saliendo o poniéndose.
En condiciones adecuadas, es común observar múltiples destellos verdes durante una puesta de sol simulada. Se ha afirmado haber visto un destello verde proveniente de Venus. Esto puede ser cierto, pero es posible que el color de la puesta o del planeta naciente se confunda con un destello verde real, subproducto de un espejismo.

## Borde verde

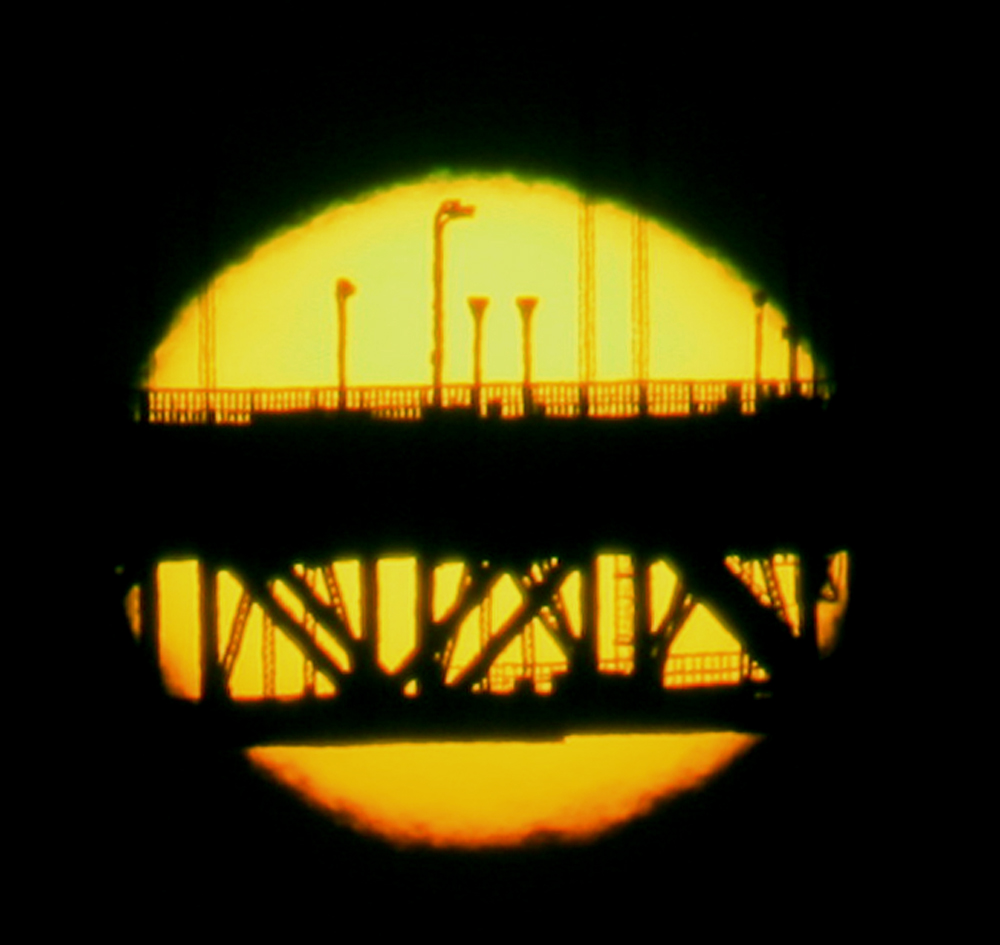
El borde superior del Sol es verde mientras que el borde inferior es rojo en esta imagen tomada mientras el Sol se pone detrás del Puente Golden Gate.

A medida que un objeto astronómico se pone o sale, la luz que emite viaja a través de la atmósfera, que funciona como un prisma que separa la luz en diferentes colores. El color del borde superior de un objeto astronómico puede variar de azul a verde o violeta, dependiendo de la disminución de la concentración de contaminantes a medida que se extienden por un volumen creciente de atmósfera.El borde inferior de un objeto astronómico siempre es rojo.
El borde verde es muy fino y resulta difícil o imposible de ver a simple vista. En condiciones normales, el borde verde de un objeto astronómico se vuelve más tenue cuando este se encuentra muy bajo sobre el horizonte debido al enrojecimiento atmosférico, pero a veces las condiciones son propicias para ver un borde verde justo por encima del horizonte.

La siguiente cita describe probablemente la observación más prolongada de un borde verde, que a veces podría haber sido un destello verde. Los miembros del grupo de Richard E. Byrd, de la base de exploración Little America, observaron el fenómeno intermitentemente durante 35 minutos (se debate si la fuente era de 30 o 35 minutos)
VISTO DURANTE MEDIA HORA
Hubo una avalancha de gente hacia la superficie y, al girar la vista hacia el sur, vieron una diminuta pero brillante mancha verde donde el último rayo del extremo superior del sol se cernía sobre el horizonte. Duró un tiempo considerable, al menos varios segundos, y apenas desapareció, volvió a brillar. En total, permaneció en el horizonte con breves interrupciones durante treinta y cinco minutos.
Cuando desapareció momentáneamente, parecía haber sido apagado por un pequeño destello, una irregularidad en el horizonte causada por la superficie de la barrera.

Incluso moviendo la cabeza unos centímetros hacia arriba, desaparecía y reaparecía, y después de desaparecer finalmente de la vista, podía ser recapturado subiendo los primeros escalones del poste de antanea.

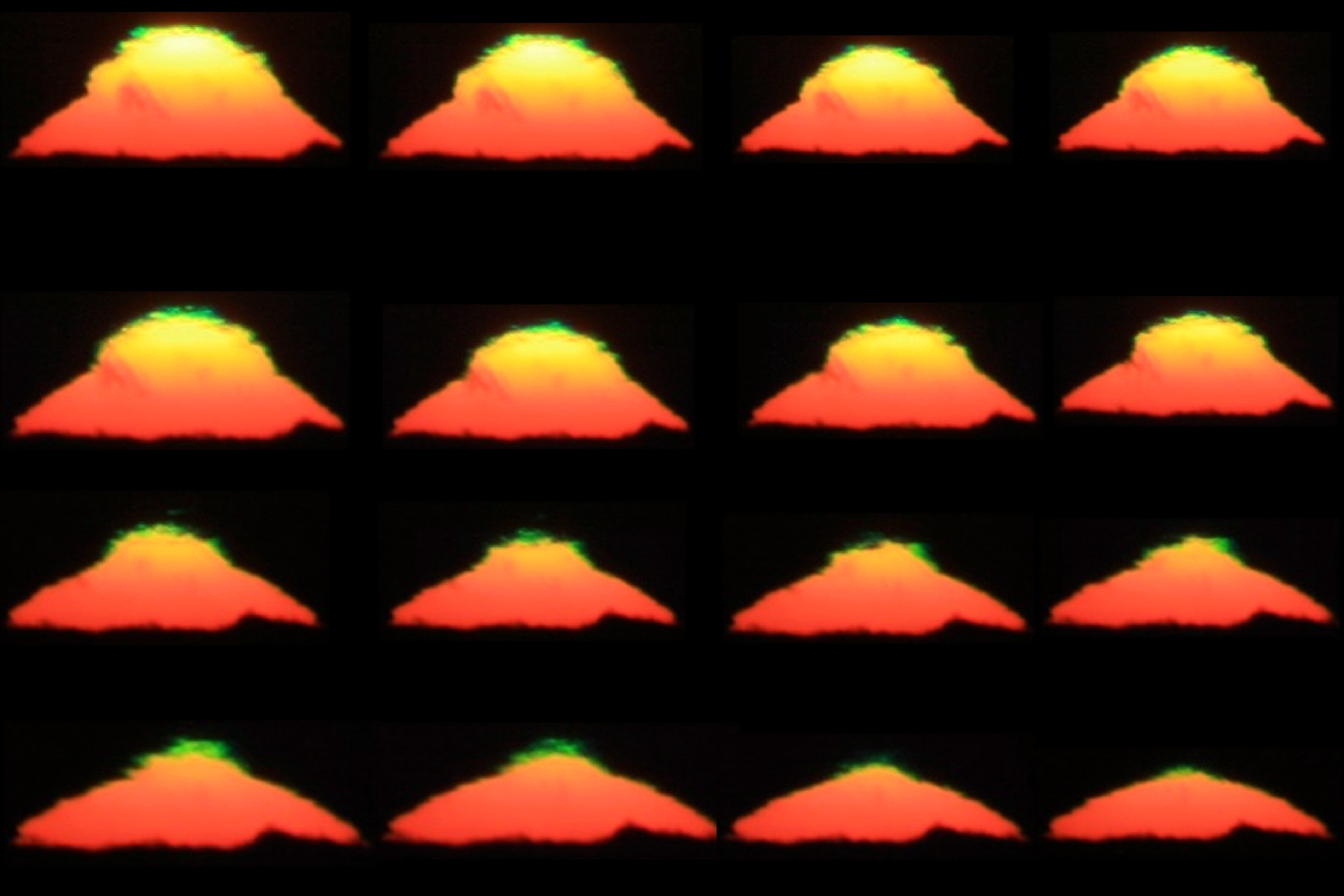
Borde verde y destellos verdes del sol poniente.

A menudo, el borde verde del sol poniente se transforma en un destello verde y luego vuelve a serlo durante la misma puesta de sol. La imagen de la derecha podría ilustrar con precisión lo que pudieron haber visto los miembros del grupo de Byrd de la base de Little America.
Sin embargo, para ver un borde verde y un destello verde intermitente durante 35 minutos, debe haber habido algún grado de espejismo presente.
En cada puesta de sol hay un borde verde, pero es demasiado fino para ser visible a simple vista. El mejor momento para observarlo es unos 10 minutos antes de la puesta del sol.Sin embargo, el disco solar es demasiado brillante en ese momento como para usar un aumento, como binoculares o telescopios, para mirar directamente al Sol. Por supuesto, se puede proyectar la imagen de un telescopio o binoculares en una hoja de papel para su visualización. A medida que el Sol se acerca al horizonte, el borde verde se atenúa debido al enrojecimiento atmosférico.Aunque hay un borde verde en cada puesta de sol, y un destello verde es poco común porque requiere un espejismo, en realidad es más común ver un destello verde que un borde verde.